# Mallotus korthalsii
Mallotus korthalsii är en törelväxtart som beskrevs av Johannes Müller Argoviensis. Mallotus korthalsii ingår i släktet Mallotus och familjen törelväxter. Inga underarter finns listade i Catalogue of Life.